# Kopparbergens konung
Kopparbergens konung är kapitel 4 i seriesviten Farbror Joakims liv (The Life and Times of $crooge McDuck), författad och tecknad av Don Rosa. Utspelar sig 1884.

## Handling
Historien börjar när Joakim lämnar boskapsbranschen och säger hejdå till sin tidigare chef, ranchägaren Murdo MacKenzie. Genast beslutar han sig för att istället skaffa en egen markbit och börja gräva silver då den berömda silvergruvan Anaconda Hill ligger bara ett stenkast därifrån. Han tar ett malmprov och beger sig in till staden, Butte.
Provet analyseras och visar sig innehålla malm. Joakims drömmar blir dock snabbt raserade då det är koppar och inte silver. Förkrossad beger han sig till Saloonen för att äta. Han slår sig ner vid samma bord som Marcus Daly och beklagar sig över sina misslyckanden. Daly, som precis har köpt sig in i Anaconda Hill-gruvan håller med och säger att silvern har sinat och det enda de hittar är stora berg av koppar.
När de mörknar inne på salongen försöker de tända lampan. Men de förstår inte att det är en glödlampa utan slår sönder glaset för att ge lågan syre. Joakim får en stöt av glödtråden och värdshusvärden kommer. Han förklarar för dem vad "elexitet" är för något. När det visar sig att alla de tusentals mil ledningar som behövs för att leda el skall vara gjorda av koppar skiner Joakim och Daly upp, tillsammans med resten av folket på saloonen rusar Joakim mot järnhandeln för att köpa grävarutrustning. När han kommer fram visar det sig att järnhandlaren har beslutat sig att chockhöja priserna. För att få råd med utrustning säljer han sin farfars fars - Havbard von Ankas - guldtänder.
Full av entusiam ger sig Joakim ut för att gräva koppar. Han bygger ett hus på hjul eftersom lagen säger att man äger den mark man bor på. Men han har inte mycket framgång och hur han än sliter hittar han knappt någon koppar, emedan Anaconda Hill blomstrar. Men allting förändras då Harald von Pluring, far till den von Pluring man ser i nuvarande Kalle Anka kommer förbi. Harald klankar ner på Joakim och säger att han saknar kunskaper när det gäller att gräva.
Under de kommande två timmarna undervisar Harald Joakim i malmgrävandets konst och de hittar en minimal kopparåder som verkar vara änden på Anaconda Hills åder. Joakim klagar över dess ringa storlek men Harald drar med honom till staden för att lära honom fler knep för malmletare. Ett malmprov bekräftar att ådern är densamma som den i Anaconda Hills. De fortsätter till tingshuset och förklarar för domaren att enligt apex-lagen (som säger att om man äger marken där en malmåder ligger närmast ytan har man rätten till hela ådern) är Joakim ägaren till hela Anaconda Hill!
Joakim får en glädjechock. Men Harald förklarar för honom att han måste vara ensam på sin inmutning när domstolen fattar sitt beslut. Stadsborna som hör på inser att de också har en chans till ådern och rusar för att lägga beslag på marken. Joakim lägger sig i ledningen före stadsborna och barrikaderar sig i sitt lilla skjul. Med olika knep lyckas Joakim försvara marken och striden avslutas först när en dynamitgubbe slår alla medvetslösa.
Harald väcker Joakim precis i tid för domstolsbeslutet och han blir därmed ägare till Anaconda Hill. Då får Joakim reda på att Harald var delägare till gruvan men inte tog illa vid att förlora lite pengar. Daly försöker dock köpa tillbaka gruvan för 10.000 dollar men Joakim tackar nej och vill hellre fortsätta bedriva gruvdrift. 
Väl tillbaka i staden har de vänner han hade tidigare nu förvandlats till ovänner då de inte gillar rikt folk. Men Joakim bryr sig inte, nu när han blivit rik. Då anländer ett telegram adresserat till Joakim, hans familj kallar hem honom till Skottland igen. Joakim tvingas till att acceptera budet på 10.000 dollar och säger farväl till Harald och tar båten från New York tillbaka till Glasgow.